# Щербиновский район
Щерби́новский район — административно-территориальная единица и муниципальное образование (муниципальный район) в составе Краснодарского края России.
Административный центр — станица Старощербиновская.

## География
Северо-западная часть территории района омывается Ейским лиманом и Таганрогским заливом Азовского моря, которые разделены Глафировской косой. По территории района протекают реки Ея и Ясени. В устье реки Ея по обеим сторонам расположен плавень, большая часть которого поросла камышом и осокой.
По территории района проходит автомобильная трасса краевого значения «Краснодар—Ейск», а также железнодорожная ветка «Староминская—Ейск».
Щербиновский район расположен в северной части Краснодарского края и входит в число степных районов края. На северо-востоке он граничит с Азовским районом Ростовской области, на востоке — со Староминским районом, на юге — с Каневским и на юго-западе — с Ейским районом. Хутор Молчановка является крайней северной точкой Краснодарского края.
Границы муниципального образования Щербиновский район установлены на основании закона Краснодарского края «Об установлении границ муниципального образования Щербиновский район, наделении его статусом муниципального района, образовании в его составе муниципальных образований — сельских поселений — и установлении их границ», принятого Законодательным Собранием Краснодарского края 23 июня 2004 года. Общая площадь земель в территориальных границах муниципального образования Щербиновский район составляет 1377 км².
Территория района является частью Азово-Кубанской низменности со спокойным рельефом, однообразие которого нарушается долинами рек, балками и курганами.
Часть территории омывается Ейским лиманом и Таганрогским заливом Азовского моря, которые разделены Глафировской косой протяженностью 7 км с шириной у основания в 1 км, а в конце — 40-50 м, относящейся, как и Сазальникская коса, к природным достопримечательностям. Отметка береговой полосы находится на 0,4 м ниже уровня моря.
Общая протяженность береговой линии, находящейся в административных границах муниципального образования Щербиновский район от хутора Молчановка до поселка Северный, составляет 90 км.
На территории района имеются залежи природных строительных материалов в виде глины, песка и ракушечника.
С 2010 по 2018 год, на территории Щербиновского района действовала игорная зона Азов-Сити.
Два населенных пункта — село Глафировка и село Шабельское отнесены к курортам местного значения.

### Климат
Территория муниципального образования Щербиновский район относится к Приазовской климатической провинции недостаточного увлажнения, входящей в состав климатической области Северного склона Большого Кавказа и равнин Предкавказья. Климат умеренно континентальный, с преобладанием в течение года северо-восточных ветров, характеризуется редкими и короткими дождями и незначительным снежным покровом зимой. В среднем за год выпадает 481 мм атмосферных осадков. Относительная влажность воздуха в декабре-январе — 87 %, в июне-июле — 66 %.
Зима умеренная, не отмечается большими холодами. Первые заморозки отмечаются в начале ноября, но в отдельные годы могут наблюдаться и в конце октября. Снежный покров появляется в первой декаде декабря, причем более чем в половине зим он неустойчив и не превышает 15 см. Высоту снежного покрова также снижают частые оттепели, а к середине марта происходит сход снега. Устойчивый переход к плюсовым значениям среднесуточной температуры воздуха происходит в середине марта. Однако при вторжении арктических масс воздуха с севера в отдельные годы возможны и более поздние заморозки, которые могут наблюдаться и в начале мая.
Продолжительность отопительного периода составляет 166 суток в год. В середине апреля устанавливается жаркая погода, в отдельные дни температура воздуха может повышаться до 30°C.
Лето наступает в первой декаде мая. Оно жаркое и сухое, часто бывают засухи. Осень теплая, продолжительная, с большим количеством солнечных дней. Продолжительность безморозного периода 184—200 дней. Самый теплый месяц — июль (+24,20°С), самый холодный — январь (-5,50°С). Среднегодовая температура воздуха +9,70°С. Абсолютный максимум температуры отмечен в июле-августе (+39-40°С), абсолютный минимум (-32-34°С) отмечен в декабре-январе.
Характерными для территории являются довольно сильные, иногда переходящие в бури северо-восточные, восточные, западные и юго-западные ветры. Юго-западные ветры порой имеют характер жестких шквалов. Среднегодовая скорость ветра — 5,9 м/сек. В среднем число дней в году с сильным ветром — 30 дней, иногда их число достигает до 52 дней. Иногда (в среднем 5 дней в году) на территории наблюдаются пыльные бури.

## История
- 31 декабря 1934 года Щербиновский район в составе Азово-Черноморского края был выделен из Ейского района в самостоятельную территориальную единицу. В его состав вошли Новощербиновский, Старощербиновский, Ясенский сельские советы и поселковый совет при свиносовхозе.
- С 13 сентября 1937 года Щербиновский район в составе Краснодарского края.
- 22 августа 1953 года в состав Щербиновского района вошёл Лиманский район с центром в селе Ейское Укрепление.
- С 1 февраля 1963 года по 30 декабря 1966 года район был упразднён, а его территория входила в состав Ейского района.
- В 1993 году была прекращена деятельность сельских Советов, территории сельских администраций преобразованы в сельские округа.
- С 1 января 2006 года в соответствии с Законом Краснодарского края от 5 мая 2004 года № 700-КЗ Щербиновский район наделён статусом муниципального района, в составе образованы 8 муниципальных образований.

## Население
| 1939    | 1959    | 1970    | 1979    | 1989    | 2002    | 2006    | 2010    | 2011    |
| ------- | ------- | ------- | ------- | ------- | ------- | ------- | ------- | ------- |
| 19 853  | ↗35 498 | ↗38 055 | ↘37 036 | ↘36 208 | ↗38 816 | ↘38 156 | ↘37 301 | ↘37 250 |
| 2012    | 2013    | 2014    | 2015    | 2016    | 2017    | 2018    | 2019    | 2020    |
| ↘37 061 | ↘36 725 | ↘36 548 | ↘36 378 | ↘36 339 | ↘36 109 | ↘35 686 | ↘35 357 | ↘35 177 |
| 2021    | 2023    | 2024    | 2025    |         |         |         |         |         |
| ↘34 222 | ↘33 624 | ↘33 422 | ↘33 043 |         |         |         |         |         |

Население района на 01.01.2006 года составило 38 156 человек, все — сельские жители. Среди всего населения мужчины составляют — 46,4 %, женщины — 53,6 %. Женского населения фертильного возраста — 9542 человека (46,7 % от общей численности женщин). Дети от 0 до 17 лет — 8087 человек (21,2 % всего населения), взрослых — 30069 человек (78,8 %). В общей численности населения 21997 (57,7 %) — лица трудоспособного возраста, 24,5 % — пенсионеры.

### Национальный состав
По данным Всероссийской переписи населения 2010 года:
| Народ                       | Численность, чел. | Доля от всего населения, % |
| --------------------------- | ----------------- | -------------------------- |
| русские                     | 35 820            | 96,03 %                    |
| украинцы                    | 478               | 1,28 %                     |
| другие                      | 819               | 2,20 %                     |
| не указавшие национальность | 184               | 0,49 %                     |
| всего                       | 37 301            | 100,0 %                    |

По итогам переписи населения 2020 года проживали следующие национальности (национальности менее 0,1 % и другое см. в сноске к строке «Другие»):
| Национальность | Численность, чел. | Доля     |
| -------------- | ----------------- | -------- |
| Русские        | 33 297            | 97,30 %  |
| Украинцы       | 190               | 0,56 %   |
| Армяне         | 124               | 0,36 %   |
| Цыгане         | 93                | 0,27 %   |
| Курды          | 56                | 0,16 %   |
| Татары         | 55                | 0,16 %   |
| Другие         | 407               | 1,19 %   |
| Итого          | 34 222            | 100,00 % |

### Язык
Официальный и основной язык — русский. В бытовом общении также используются кубанская балачка (степной диалект юго-восточного наречия украинского языка) и суржик.

## Административно-муниципальное устройство
В рамках административно-территориального устройства края, Щербиновский район включает 8 сельских округов.
В рамках организации местного самоуправления в Щербиновский район входят 8 муниципальных образований со статусом сельских поселений:
| № | Муниципальное образование            | Административный центр    | Количество населённых пунктов | Население (чел.) | Площадь (км²) |
| - | ------------------------------------ | ------------------------- | ----------------------------- | ---------------- | ------------- |
| 1 | Глафировское сельское поселение      | село Глафировка           | 1                             | ↘1192            | 66,40         |
| 2 | Ейскоукрепленское сельское поселение | село Ейское Укрепление    | 1                             | ↘1988            | 92,50         |
| 3 | Екатериновское сельское поселение    | село Екатериновка         | 4                             | ↘2956            | 235,90        |
| 4 | Николаевское сельское поселение      | село Николаевка           | 1                             | ↘1029            | 64,60         |
| 5 | Новощербиновское сельское поселение  | станица Новощербиновская  | 1                             | ↘5264            | 295,47        |
| 6 | Старощербиновское сельское поселение | станица Старощербиновская | 1                             | ↘17 027          | 447,70        |
| 7 | Шабельское сельское поселение        | село Шабельское           | 2                             | ↘2106            | 90,30         |
| 8 | Щербиновское сельское поселение      | посёлок Щербиновский      | 4                             | ↘2062            | 84,20         |

## Населённые пункты
В Щербиновском районе 14 населённых пунктов:
| №  | Населённый пункт  | Тип     | Население | Муниципальное образование            |
| -- | ----------------- | ------- | --------- | ------------------------------------ |
| 1  | Восточный         | посёлок | ↘290      | Щербиновское сельское поселение      |
| 2  | Глафировка        | село    | ↘1192     | Глафировское сельское поселение      |
| 3  | Ейское Укрепление | село    | ↘1988     | Ейскоукрепленское сельское поселение |
| 4  | Екатериновка      | село    | ↘2659     | Екатериновское сельское поселение    |
| 5  | Красный Дар       | хутор   | ↘162      | Екатериновское сельское поселение    |
| 6  | Любимов           | хутор   | ↘403      | Екатериновское сельское поселение    |
| 7  | Молчановка        | хутор   | ↘38       | Шабельское сельское поселение        |
| 8  | Николаевка        | село    | ↘1029     | Николаевское сельское поселение      |
| 9  | Новощербиновская  | станица | ↘5264     | Новощербиновское сельское поселение  |
| 10 | Прилиманский      | посёлок | ↘57       | Щербиновское сельское поселение      |
| 11 | Северный          | посёлок | ↘130      | Щербиновское сельское поселение      |
| 12 | Старощербиновская | станица | ↘17 027   | Старощербиновское сельское поселение |
| 13 | Шабельское        | село    | ↘2449     | Шабельское сельское поселение        |
| 14 | Щербиновский      | посёлок | ↘1783     | Щербиновское сельское поселение      |

Упразднённые населённые пункты
- 2025 год — хутор Новый Путь

## Экономика

### Промышленность
Промышленность района представлена производством пищевой продукции и стеновых материалов. Три промышленных предприятия: СПК «Родник» (молочная промышленность)(закрыт), ООО «Комбинат кооперативной промышленности» (хлебопечение) и ОАО «Керамик» (стеновые строительные материалы) отнесены к категории крупных и средних.
В районе также функционируют 2 строительные организации, 8 предприятий коммунально-бытового обслуживания, 2 транспортных предприятия, 2 предприятия связи, 240 стационарных точек розничной торговли, 18 общедоступных точек общественного питания.
ОАО «Керамик» — завод по производству кирпича марки 100. Здесь обжигают до 17 миллионов штук кирпича за год. Клиентами завода являются организации и частные лица Щербиновского, Ейского, Староминского районов и Ростовской области.
На ОАО «Щербиновскаярайгаз» лежит солидная доля ответственности за социально-экономическое развитие района, ритмичную работу предприятий различных сфер деятельности, не говоря уже о том, что безопасная, безаварийная подача газа потребителям требует от всех служб ОАО «Щербиновскаярайгаз» высокой производственной дисциплины и подготовленности персонала. Самый «горячий» участок предприятия — аварийно-диспетчерская служба, предназначенная для локализации и ликвидации аварий, предупреждения аварийных ситуаций. Филиал ПАО «Кубаньэнерго» Ленинградские электрические сети Щербиновских районных электрических сетей (Щербиновский РЭС) занимается подачей электроэнергии по Щербиновскому району с 1966 года.
МУП БОН «Силуэт» — базовое предприятие бытового обслуживания населения, работающее на полном хозяйственном расчете. В своем составе оно имеет 7 подразделений. Одним из основных является швейный цех, в котором работают девять человек. Среднемесячная выработка за последние полгода по сравнению с предыдущим периодом выросла на 72 %.

### Сельское хозяйство
АПК района представлен производством 11 коллективными сельскохозяйственными предприятиями, птицефабрикой, рыбколхозом и 872 крестьянско-фермерскими хозяйствами. Постоянно входит в число трёхсот наиболее крупных и эффективных сельскохозяйственных предприятий России СПК «Знамя Ленина», входили в разные годы в этот список СПК им. Шевченко и им. Димитрова.
Основой деятельности отрасли растениеводства является производство зерна, подсолнечника, сахарной свеклы, кормов. В структуре посевных площадей свыше 50 % составляют зерновые и зернобобовые культуры. Среднегодовое производство зерновых в районе за последние десять лет составило свыше 201 тыс. тонн при урожайности 35,3 ц/га. Наивысший урожай в 2005 году в расчёте на 1 га пашни получен в СПК «Приморский» по 27,7 ц/га, второй результат у СПК «Знамя Ленина» — 27,2 ц/га, третий — у СПК имени Кирова — 27,0 ц/га. Эти хозяйства возглавляют опытные руководители и специалисты высокой квалификации.
Динамично развивается отрасль животноводства. В районе увеличивается поголовье свиней, не допущено снижения поголовья коров, стабильно увеличиваются объёмы производства молока и мяса, растёт продуктивность животных. Годовое производство (реализация) мяса за последние 10 лет возросло с 5,4 тыс. тонн до 7,6 тыс. тонн, молока — с 20 тыс. тонн до 32 тыс. тонн. В хозяйствах активно внедряются новейшие технологии производства молока, мяса, кормов. По итогам зимовки животноводства 2004/2005 года СПК «Знамя Ленина» занял второе место в крае, это хозяйство входит в список ста наиболее крупных и эффективных хозяйств России по производству свинины.
В современных экономических условиях происходит повышение конкурентоспособности агропромышленного комплекса района

## Транспорт
Связь района с краевым центром осуществляется по автодороге краевого значения «Краснодар—Ейск» и железнодорожной магистрали Староминской дистанции пути, имеется железнодорожная станция «Старощербиновская». Протяженность дорог общего пользования районного значения составляет 125,5 км. Экологически опасные и вредные производства на территории Щербиновского района отсутствуют.

## Социальная сфера
В настоящее время в системе образования района 37 учреждений: 13 общеобразовательных школ, в которых обучаются 4608 учащихся; 1 вечерняя (сменная) общеобразовательная школа — 350 учащихся; школа-интернат — 80 воспитанников; межшкольный учебный комбинат — 1036 учащихся; 16 дошкольных учреждений — 1440 детей; пять учреждений дополнительного образования — Дом детского творчества, Детско-юношеская спортивная школа, две Детские школы искусств. Детская художественная школа с общей численностью более 3500 человек.
В сфере образования работают 1407 педагогов. Среди них имеют звание «Заслуженный учитель Российской Федерации» 11 работников, 8 — «Заслуженный учитель Кубани». Более 60 человек награждены значками «Отличник народного просвещения».
В районе функционируют 4 муниципальных дошкольных учреждения I категории, которые имеют статус «Центра развития ребёнка». Старощербиновское муниципальное дошкольное образовательное учреждение «Центр развития ребёнка — детский сад № б» в этом году отметил свой 35-летний юбилей (заведующая МДОУ ЦРР — детский сад № 6 Заслуженный учитель Российской Федерации Т. И. Шемендюк).
В 2000 году в станице Новощербиновской по инициативе администрации муниципального образования Щербиновский район открыто государственное учреждение социального обслуживания Краснодарского края "Щербиновский приют для детей и подростков «Светлячок» на 15 мест, где осуществляется социальная поддержка несовершеннолетних, оказавшихся в трудной жизненной ситуации.
Центром детства, любви, милосердия является Государственное учреждение социального обслуживания Краснодарского края «Щербиновский центр социальной помощи семье и детям „Гармония“», образованный в 2000 году.
Здравоохранение в районе представлено стационаром и четырьмя участковыми больницами общей коечной мощностью 340 коек, поликлиникой на 250 посещений в смену, одним фельдшерско-акушерским пунктом и четырьмя фельдшерскими здравпунктами. В центральной районной больнице работают 79 врачей и 322 медицинские сестры, которые постоянно совершенствуют свои знания.
МУЗ ЦРБ Щербиновского района в последние годы оснащено современным лечебно-диагностическим оборудованием и медицинской аппаратурой.
Два населенных пункта района — села Глафировка и Шабельское отнесены к курортам местного значения. Живописные уголки Глафировской и Сазальникской косы притягивают своей неповторимой красотой. Эта зона — излюбленное место летнего отдыха жителей района. Сюда приезжают и гости со всех концов страны. В летнюю пору на побережье Азовского моря работают детские оздоровительные лагеря «Прибой» и «Альбатрос», а также база отдыха «Чайка»,
В районе работают одна детская спортивная школа, спортивно-оздоровительный комплекс СПК «Знамя Ленина». Имеются четыре стадиона, восемь футбольных полей, три стрелковых тира. Спортсмены района занимают лидирующие места в краевых и российских соревнованиях. Так, приняв участие в 2005 году в первенстве России по пляжному гандболу, местные спортсмены стали бронзовыми призёрами. Во второй спартакиаде учащихся Кубани, посвященной 60-летию Победы, в комплексном зачете Щербиновский район занял III место среди сельских районов Краснодарского края.

## Культура
В отрасли культуры района 28 учреждений, 75 коллективов самодеятельного народного творчества, 120 клубных формирований, которые объединяют 2300 участников. 12 коллективов имеют звания «народный», «образцовый». Визитной карточкой района являются такие коллективы, как народный хор «Кубанские зори», народный фольклорный коллектив "Журавка"; детские коллективы — народный цирк «Скоморохи», хореографический коллектив «Богатица», вокальная группа «Глафирянка», хореографический коллектив «Карусель, образцовый ансамбль "Юность". Коллективы района становятся лауреатами Всероссийских, краевых фестивалей и конкурсов.
В районе действуют 4 музея, три из них на общественных началах, которые проводят большую исследовательскую и просветительскую работу по истории и традициям родной земли.
В 2014 году вновь открылся современный кинотеатр «Родина», который транслирует фильмы в формате 3D и 2D.
Сохраняются и передаются молодому поколению казачьи традиции. На базе СОШ № 9 открыт казачий класс. Учащиеся казачьих классов ежегодно участвуют в параде Кубанского казачьего войска, который проходит в Краснодаре.